# Драгомыж
Драгомыж (болг. Драгомъж) — село в Болгарии. Находится в Разградской области, входит в общину Исперих. Население составляет 341 человек.

## Политическая ситуация
В местном кметстве Драгомыж, в состав которого входит Драгомыж, должность кмета (старосты) исполняет Тургай  Неджиб Хамид (Движение за права и свободы (ДПС)) по результатам выборов.
Кмет (мэр) общины Исперих — Адил Ахмед Решидов (Движение за права и свободы (ДПС)) по результатам выборов.